# Півник і кішечка (мультфільм)
"Півник і кішечка" (рос. Петушок и кошечка) — російський мультиплікаційний фільм, створений на студії "Пілот". Входить до мультсеріалу «Гора самоцвітів». На початку мультфільму – пластилінова заставка «Ми живемо в Росії – місто Саранськ».
Прем'єра показу – грудень 2012 року. Фільм брав участь у конкурсній програмі фестивалю Суздаль-2013.

## Сюжет
Півник і кішечка були друзями, та посварилися після того, як півень випадково запульнув кішці в око. Кішка півня потягла позиватися до суду, але виявилося, що винних знайти не так просто. Кішка на півня грішить, півень дерево звинувачує, мовляв, через нього все так вийшло, дерево валить на козу, яка обгризала кору, коза - на пастуха і так далі, аж до власне судді, який теж на якомусь етапі стає крайнім», втім, як і інші, встигає швиденько знайти іншого винного…
Кожному персонажу творці дали «слово», кожен в результаті розповів про себе, своє життя, надії та розчарування (розповів не в буквальному сенсі, ці оповідання йдуть майже без слів, у картинках), і кожна «розповідь» була оформлена в оригінальній графічній інтонації (від пластилінової техніки до флеша, ожилих шкарпеток і 8-бітової комп'ютерної графіки), що вкотре підкреслило індивідуальність того, хто говорить.
Мораль цієї казки начебто проста: якщо не встановити якісь правила суддівства, то елементарна справа про підбите око перетворюється на нерозв'язну ситуацію вселенського масштабу. Але можна зробити і складніший висновок: у світі, де всі нещасні, поняття справедливості, в тому числі й юридичної, на жаль, виявляється майже безглуздим. Адже в житті, наповненому розчаруванням, ошуканими надіями, побутовими труднощами, у такому ненадійному і гіркому, загалом, житті непросто зрозуміти «хто винен?».

## Творці
- Автор сценарію та Режисер Сергій Мерінов
- Художник-постановник Софія Горя
- Художники-аніматори: Наталія Кривошликова, Наталія Соколова, Євгенія Жиркова, Олександра Левицька, Володимир Герасимов, Берналь Анна, Ксенія Кандаурова
- Композитор Борис Голік
- Звукорежисер Олена Миколаєва
- Ролі озвучували: Лариса Брохман, Сергій Мерінов, Борис Голік
- Асистент художника-постановника Катерина Піскарьова
- Художники Євгена Стрєльцова, Катерина Піскарьова
- Помічник режисера Оксана Фомушкіна
- Зйомка та спецефекти Олександр Смирнов
- Компоузинг: Станіслав Мерінов, Сергій Мерінов
- Монтаж Людмила Коптєва
- Системний адміністратор Володимир Медведєв
- Директор картини Ігор Гелашвілі
- Над пластиліновою заставкою працювали:
- Режисер - Сергій Мерінов
- Композитор - Лев Землинський
- Аніматор - Наталія Соколова
- Текст читає — Олександр Леньков
- Художня рада проекту: Едуард Назаров, Валентин Телегін, Сергій Мерінов
- Генеральний продюсер проекту Ігор Гелашвілі
- Автор проекту Олександр Татарський

## Нагороди
- 2013 - Приз дитячого журі 18-го Міжнародного кінофестивалю дитячого та молодіжного анімаційного кіно «Золота Рибка»